# Ruda, Lohvîțea
Ruda (în ucraineană Руда) este un sat în comuna Tokari din raionul Lohvîțea, regiunea Poltava, Ucraina.

## Demografie
Componența lingvistică a localității Ruda
     Ucraineană (86,49%)
     Rusă (13,51%)
Conform recensământului din 2001, majoritatea populației localității Ruda era vorbitoare de ucraineană (86,49%), existând în minoritate și vorbitori de rusă (13,51%).